# Le Couloir de la mort (film, 1998)
Pour les articles homonymes, voir Couloir de la mort (homonymie).
Pour plus de détails, voir Fiche technique et Distribution.
Le Couloir de la mort (A Letter From Death Row) est un film américain réalisé par Marvin Baker et Bret Michaels, sorti en 1998.

## Synopsis
Condamné à mort pour le meurtre de sa petite amie, Michael Raine reçoit la visite de Jessica Foster dans le couloir de la mort. Cette dernière cherche à rédiger un livre sur la vie des prisonniers condamnés à la peine capitale. Raine y voit l’occasion de prouver son innocence. Il décide alors de rassembler tous les éléments de l’enquête afin de démontrer qu’il est victime d’un complot. Mais l’est-il vraiment ? Qui est réellement cette Jessica Foster ? Les jours défilent et la date de son exécution se rapproche à grands pas. Raine trouvera -t-il la pièce manquante du puzzle pour s’en sortir ?

## Fiche technique
- Titre : Le Couloir de la mort
- Titre original : A Letter from Death Row
- Réalisation : Marvin Baker et Bret Michaels
- Scénario : Bret Michaels
- Musique : Bret Michaels
- Photographie : W. S. Pivetta et Scott Spears
- Montage : Marvin Baker et Shane Stanley
- Production : Ann Gillis, Bret Michaels et Shane Stanley
- Société de production : AGP/Ann Gillis Productions et Sheen/Michaels Entertainment
- Pays :  États-Unis
- Genre : Thriller et fantastique
- Durée : 89 minutes
- Dates de sortie : 
  -  États-Unis : 17 novembre 1998
  -  France : 2 mai 2000

## Distribution
- Bret Michaels : Michael Raine
- Martin Sheen : le père de Michael
- Kristi Gibson : Kristi Richards
- Lorelei Shellist : Jessica Foster
- Simon Elsworth : l'officier Windell
- Rob Wilds : le gardien de prison
- Bill Pankey : Redford
- Drew Boe : Lucifer T. Powers